# Le Grand Nulle part
Le Grand Nulle part (titre original : The Big Nowhere) est un roman policier historique américain de James Ellroy paru en 1988. C'est le deuxième tome du Quatuor de Los Angeles : Le Grand Nulle Part suit Le Dahlia noir (1987) et précède L.A. Confidential (1990) et White Jazz (1992). 

## Résumé
Jour de l'an 1950. Les États-Unis sont alors en plein maccarthysme. Un procureur ambitieux, Ellis Loew, décide d'enquêter sur une union syndicale dans le milieu du cinéma qu'il considère d'obédience marxiste. Deux enquêteurs que tout oppose sont chargés de cette délicate enquête politique : Malcolm Considine, policier-juriste, redoutable interrogateur, malheureux dans son couple et Dudley Smith, figure légendaire du LAPD, connu de tous pour sa violence, son racisme et son intelligence diabolique. Leurs caractères les opposent mais leurs ambitions les lient. Ils sont aidés dans leur traque par Buzz Meeks, ancien flic qui loue maintenant ses services au plus offrant allant de Howard Hughes, le magnat amateur de starlettes, à Mickey Cohen baron de la pègre locale, toujours sous le regard accommodant du procureur Loew.         
Dans le même temps, plusieurs homicides sont perpétrés sur le territoire de la ville et celui du Comté de Los Angeles. Ces meurtres d'une répugnante brutalité tant dans les actes que dans la mise en scène (avec une très forte connotation sexuelle) vont devenir l'obsession d'un jeune enquêteur du LASD, Danny Upshaw, à la personnalité trouble. Les enquêtes vont bientôt se chevaucher de même que les destins et les univers des protagonistes.  

## Particularités du roman
Tout l'univers de James Ellroy se retrouve dans ce roman noir : violence, sexe, drogue, corruption, ambition, politique et face sombre de l'Amérique.  
Dans une atmosphère de chasse aux sorcières Ellroy construit un roman dur parfois insoutenable mêlant personnages réels (Howard Hughes, Mickey Cohen, etc.) avec ses personnages en quête d'eux-mêmes. Il brosse un portrait édifiant de la Cité des Anges au début des fifties dans l'ambiance des boîtes de jazz de L.A. où s'encanaillent stars, célébrités et paumés de tous ordres.

## Quatuor de Los Angeles
Le Grand Nulle part s’inscrit dans une tétralogie informelle se déroulant à Los Angeles dans les années 1940-1950 :
1. Le Dahlia noir (The Black Dahlia, 1987)
2. Le Grand Nulle part (The Big Nowhere, 1988)
3. L.A. Confidential (1990)
4. White Jazz (1991)